# Pseudoteutana stigmatosa
Pseudoteutana
Genre
Espèce
Synonymes
- Erigone stigmatosa C. L. Koch & Berendt, 1854
- Eomysmena stridens Petrunkevitch, 1958
- Flegia succini Petrunkevitch, 1942

Pseudoteutana stigmatosa, unique représentant du genre Pseudoteutana, est une espèce fossile d'araignées aranéomorphes de la famille des Theridiidae.

## Distribution
Cette espèce a été découverte dans de l'ambre de la mer Baltique. Elle date du Paléogène.

## Publications originales
- (de) C. L. Koch & Berendt 1854 : Die im Bernstein befindlichen Crustaceen, Myriapoden, Arachniden und Apteren der Vorwelt. Die in Berstein befindlichen Organischen Reste der Vorwelt. Berlin, vol. 1, no 2, p. 1-124..
- (en) Jörg Wunderlich, On extant and fossil (Eocene) European comb-footed spiders (Araneae: Theridiidae), with notes on their subfamilies, and with descriptions of new taxa. Beiträge zur Araneologie, vol. 5, p. 140–469., 2004.